# Anaea margarita
Anaea margarita är en fjärilsart som beskrevs av Vázquez 1946. Anaea margarita ingår i släktet Anaea och familjen praktfjärilar. Inga underarter finns listade i Catalogue of Life.